# Gulanci
Gulanci (bułg. Гулянци) – miasto w Bułgarii, w obwodzie Plewen, siedziba administracyjna gminy Gulanci. Według danych szacunkowych Ujednoliconego Systemu Ewidencji Ludności oraz Usług Administracyjnych dla Ludności, 15 czerwca 2020 roku miejscowość liczyła 3264 mieszkańców.

## Osoby związane z miejscowością

### Urodzeni
- Dilana Popowa (1981) – bułgarska aktorka, fotomodelka
- Megi Dimczewa (1974) – bułgarska prezenterka telewizyjna, dziennikarka